# Réserve naturelle de haute montagne de Kabardino-Balkarie
La réserve naturelle de haute montagne de Kabardino-Balkarie (Кабардино-Балкарский высокогорный заповедник) est une réserve naturelle d'État située en Russie, en Kabardino-Balkarie. Elle a été instituée le 8 janvier 1976 et couvre 82 642 hectares. La zone surveillée est de 26 000 hectares.

## Description
Cette réserve naturelle se trouve dans la zone de haute montagne du Grand Caucase. Son sommet le plus élevé est le Dykh-Taou (5 204 m), son point le plus bas est à 1 800 mètres d'altitude. La chaîne du Caucase Principal dont elle fait partie forme ici la muraille de Bezengui, massif d'une longueur de dix-sept kilomètres et comprenant les sommets de Hestola (4 860 m), de Katyn (4 848,8 m), de Djangha (5 085 m), le pic Pouchkine (5 033 m) et le mont Chkhara (5 068 m).

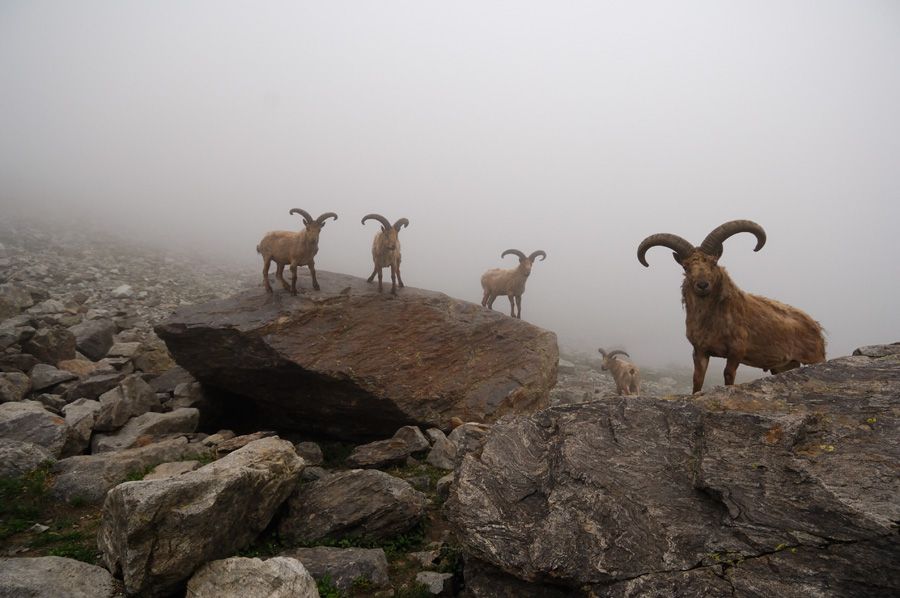
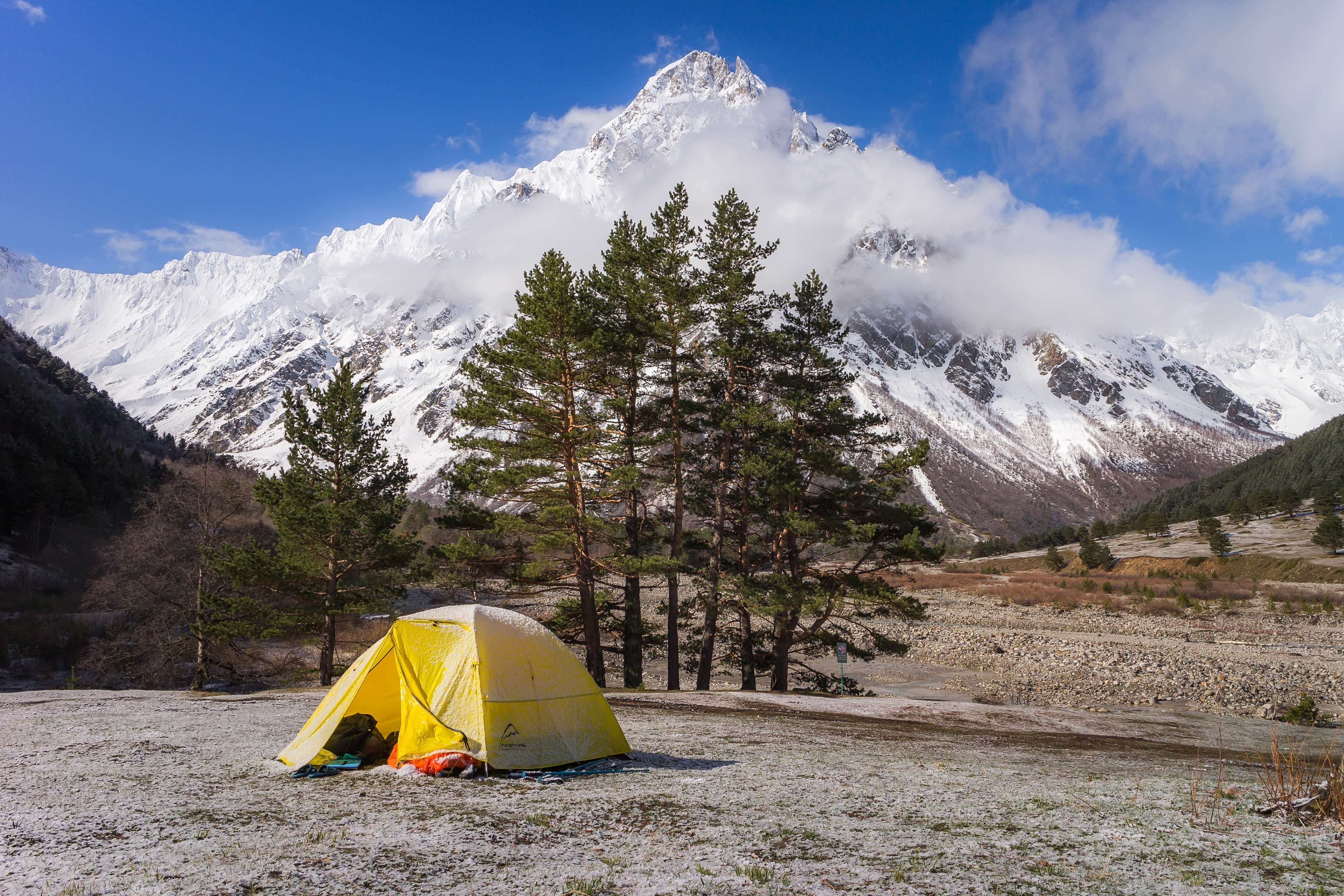
Campement de touristes dans la réserve naturelle de haute montagne de Kabardino-Balkarie. Mai 2023.
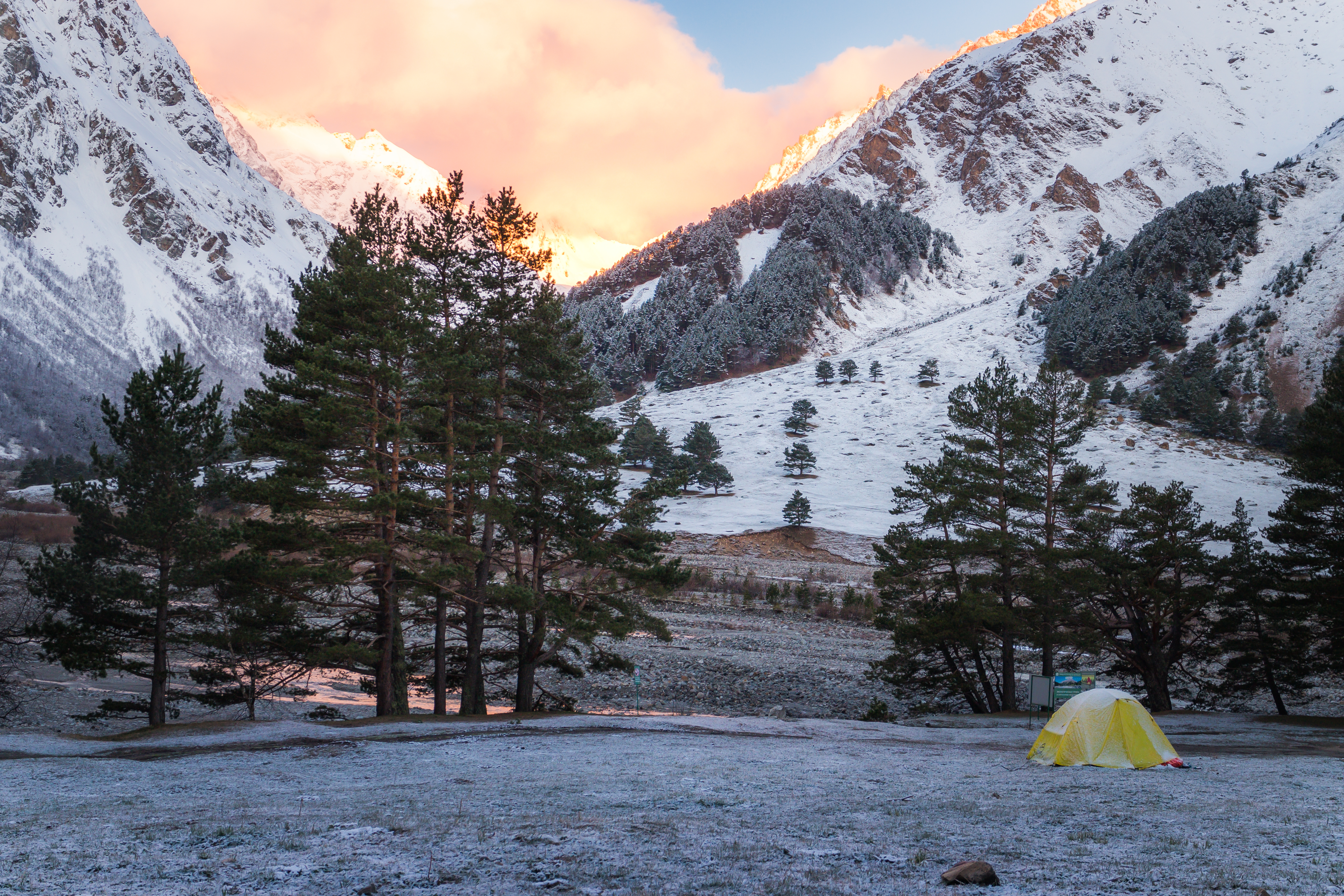
De même.

Sur le flanc de ce massif où se trouvent les sommets les plus élevés de la réserve, le Dykh-taou et le Kochtan-Taou (5 152 m), trois contreforts sont divisés par les vallées des rivières Tcheguem, Tchérek de Bezengui et Tchérek de Balkarie. Le contrefort occidental porte le nom de monts Kargachil, où culminent entre autres les sommets Salyngan (4 510 m) et Tütürgü (4 242 m). Le contrefort oriental divise le bassin de la rivière Tchérek en deux parties: celle de Bezengui et celle de Balkarie. On y trouve le mont Moussos (4 421 m) et le mont Mijirgui (4 928 m). Le massif entre la rivière Tchérek de Balkarie et l'Ouroukh s'appelle les Alpes de Soukhan. Du mont Soukhan (4 486,5 m) descendent plusieurs contreforts avec notamment le mont Gultchi (4 477 m) et le mont Sabalakh (3 616 m).
On trouve deux cent-cinquante-six glaciers dans la réserve naturelle de Kabardino-Balkarie, dont cent quatre-vingt-quatorze ont une surface supérieure à dix hectares.

## Hydrologie
La zone est parcourue de rivières nées des glaciers. Les plus importantes sont les rivières Tchéguem, Tchérek de Benzengui et Tchérek de Balkarie, Soukhan et Khaznidon. Il y a également quelques sources d'eau minérale.

## Faune
Parmi les espèces supérieures, au nombre de 1 200, une espèce d'amphibien est répertoriée, ainsi qu'une espèce de poisson, trois espèces de reptiles, 128 espèces d'oiseaux, 29 espèces de mammifères. On distingue parmi les animaux y habitant en permanence la fameuse chèvre du Caucase, le renard, le sanglier, le chacal, l'ours brun, le chat sauvage, le lynx, la fouine et la martre des pins, l'hermine et la belette, l'écureuil de l'Altaï, le lièvre, le glis glis et nombre de chauve-souris.

## Source
- (ru) Cet article est partiellement ou en totalité issu de l’article de Wikipédia en russe intitulé « Кабардино-Балкарский высокогорный заповедник » (voir la liste des auteurs).